# Barriera (film)
Barriera (Bariera) è un film del 1966 diretto da Jerzy Skolimowski.